# Мириам Репич-Лекић
Мириам Репич-Лекић (Витомарци код Птуја, 8. јул 1925 — Београд, 1. децембар 2015) била је српска и југословенска сликарка и вајарка, словеначког порекла. Такође је била и педагог, новинар, културни активиста и учесник Народно-ослободилачке борбе. У Београду је живела од 1949. године.
Дипломирала је сликарство на Ликовној академији у Риму 1967. године. Најпознатија је по специфичној врсти слика („сагомама“ - радовима човеколиког облика) и керамопластичким делима.
Као својевремени председник Друштва ликовних и примењених уметника Земуна заслужна је за оснивање галерије „Стара капетанија“. Вишеструко је награђивана за свој уметнички, професионални и друштвени рад.

## Биографија
Детињство и ратна младост
Отац јој је био Алојзије Репич, а мајка Силвија Паулина, девојачко Зорко, обоје из птујског краја. Њена породица је била угледна и школована, а гајила је и јаку родољубну традицију — словеначку, југословенску, свесловенску и соколску.
Мириам је, игром случаја, рођена у мајчином завичају, Витомарцима код Птуја, али је одрасла у Загребу, у породичном окружењу које је подстицало склоност ка спорту у оквиру Сокола Краљевине Југославије, ликовним, музичким и књижевним уметностима, као и учењу разних језика (нарочито француског и немачког).
Мириамин брат Мирослав (рођен 1922) био је члан Савеза комунистичке омладине Југославије и још је као ђак покушавао да оде у Шпански грађански рат, док је Мириам правила антифашистичке билтене већ у трећем разреду гимназије. Са окупацијом и распадом Југославије 1941. Мирослав постаје активан у покрету отпора као курир између касарни у Загребу и Вировитици, а био је задужен и за праћење немачких железничких транспорта, али га у децембру 1942. Немци хватају и убијају. Због тога и Мириам постаје члан СКОЈ 1943. године, учествујући у илегалном раду, али и њу 1944. фашисти хватају. У затвору се тешко разбољева, али је, упркос лекарским прогнозама, преживела и дочекала Ослобођење, иако са здравственим последицама.
Послератни професионални рад
Након Ослобођења 1945. одложила је студирање ликовних уметности, јер добија задатак од државних органа да ради у сабирним домовима за децу без родитељског старања, узраста од седам до петнаест година, која су углавном била инвалиди („без руке, ноге, слепи, са лицима изрешетаним шрапнелима“).
Док је била референт за дечје домове у Птују, ангажована је да буде и дописница словеначког листа „Људска правица“. Напоредну новинарску каријеру наставила је и касније радећи за листове Крила армије, Аеросвет, Југословенски синдикати и издања „Политикине“ куће у Београду. Била је повремено и преводилац за италијански језик.
У Београду живи од 1949. године где се преселила због удаје за Николу Лекића, тада војног метеоролога и новинара војних листова, који је касније постао чувени новинар „Политике“, уредник Илустроване политике и Политикиног Забавника, као и сценариста култног стрипа Дикан. Породица у више наврата живи у Италији, због Лекићевог дописничког посла.
Мириам Репич-Лекић је студирала сликарство на Академији ликовних уметности у Риму, у класи чувених италијанских сликара, професора Марија Мафаија и Марчела Авеналија /Mario Mafai, Marcello Avenali/, дипломирајући 1967. године. Завршила је и одсек керамике на Академији San Giacomo per le arti decorative. Њен дипломски рад из историје уметности је била студија о утицају италијанског барока на барок у Словенији. Такође је похађала курс керамике уметничке радионице „Танагра”, коју је водио професор Ецио Леви /Ezio Levi/.
Излагала је своја дела на једанаест самосталних изложби у Југославији и Италији, као и на бројним заједничким изложбама.
Била је чланица Удружење ликовних уметника примењених уметности и дизајнера Србије и Друштва ликовних и примењених уметника Земуна, чији је дугогодишњи председник била. На том положају је успела да од општине Земун обезбеди простор Старе капетаније за ликовну галерију, која је отворена 26. марта 1985. године.
Основна замисао је била да размењујемо изложбе са галеријама из других градова, као и да омогућимо тек дипломираним младим уметницима да одрже своје прве самосталне изложбе.— Мириам Репич-Лекић
Мириам Репич-Лекић преминула је 1. децембра 2015. у Београду, а кремирана је 4. децембра, по сопственој жељи у кругу породице.

## Критички пријем
Естетика ове уметнице је оцењена као самосвојна у оквиру југословенске уметности, од стране више критичара.
О њој су писали, између осталог и: Antonio del Guercio (1966), Зуко Џумхур (1969), Б. Трбојевић(1971), Милан Ј. Јовановић, Марко Шпадијер, Жика Милутиновић (1975), Олга Перовић (1976), Олга Перовић, Марко Шпадијер, Сретен Асановић, Зуадија Хаџић и Р. Шуштер (1981), као и Братислав Љубишић у више наврата (1986, 1990, 1997)...
Опредметити игру, дати јој садржај трајног присуства, то је задатак који је испред посматрача. Да, посматрач је ту окосница која ће пресудити, умножити уверење о потреби за таквим и никаквим другачијим означењем. Заиста, играти се са обличјима животиња, са детаљисањем неких њихових »пејзажа«, заслужује посебну пажњу. Одмах да се разумемо: у питању је скулпторски приступ, аналитички одмерен и примерен став — животиња је оно што ми мислимо да је. Онда почиње њена стварна егзистенција. У томе је и чар игре Мириам Репич-Лекић: потражити вредност у поимању, проверу у какво таквом знању, па тек онда наклоност и недајбоже љубав! Нема ту „непресушног врела инспирације“ трајања народног смисла за неочекивано и бајковито. Има само конкретне реалности и спремности да ваше, туђе, незнање претвори у жељу да то како јесте и јесте.— Братислав Љубишић

## Изложбе
Самосталне изложбе
- 1965. — „Студио 13“, Рим, слике (отварање: 18. новембра)
- 1968. — „Салон Ротовж“, Марибор, слике и керамика (март)
- 1969. — Завичајни музеј, Земун, слике, графика и керамика (новембар)
- 1971. — Галерија Дома синдиката, Београд, слике и керамика (април)[8]
- 1975. — Дом ваздухопловства, Земун, слике (јесен)
- 1976. — Модерна галерија, Титоград (новембар), и Бар (децембар, проширено), слике
- 1981. — Галерија ТВ Копер, Копер, слике
- 1981. — Барска народна читаоница, Бар, слике
- 1986. — Галерија Сингидунум (УЛУПУДС) и Хотел „Београд Интерконтинентал“, Београд, керамика (2-20. децембар)
- 1988. — Крањ, слике, керамоскулптура
- 1990. — Ретроспективна изложба у галерији „Стара капетанија“, Земун (28. август — 10. септембар)
- 1997. — „Струјања“, Галерија „Фонтана“, Нови Београд, уља на платну и сагоме-керамопластике (новембар)

Важније заједничке изложбе
- 1962. — Монте Карло
- 1964-1967. — Рим
- 1970. — Червиа, Италиа — керамика
- 1969-1990. — Земун, Београд, Скопље, Марибор, Крањ
- 1980. — Херцег Нови — Херцегновски зимски салон
- 1989. - Галерија УЛУС

## Награде и признања (избор)
- 1966. — Прва награда на групној изложби студената Академије ликовних уметности у Риму
- 1966. — Плакета Скупштине општине Пожаревац за допринос оснивању Галерије Милене Павловић-Барили
- 1970. — Диплома за керамику у Червиа, Италија.
- 1973. — Захвалница поводом двадесетпетогодишњице излажења ваздухопловног листа Крила армије за успешан рад на издавању листа
- 1986. — Плакета Удружења ликовних уметника примењених уметности и дизајнера Србије за изванредно залагање на побољшању положаја УЛУПУДС и његових чланова.
- 1989. — Награда Пролећне изложбе УЛУПУДС за животно дело[9]
- 1989. — Награда за целокупан уметнички рад — Заједнички жири Галерије „Стара капетанија“ и галерије Дома ЈНА у Земуну[10]
- Захвалница Скупштина општине Звездара[11] .
- Диплома за сарадњу у афирмацији ликовне културе - Дом омладине и спортова „Пинки", Земун